# کانن اف-۱ جدید
کانن اف-۱ جدید (به انگلیسی: Canon New F-1) یک دوربین عکاسی ساخت شرکت کانن است.